# Inmigración croata en Venezuela
Los croatas en Venezuela (en croata: Hrvati u Venezueli) son las personas nacidas en Croacia o con orígenes parcial o predominante en ese país, que residen en el territorio de Venezuela. Según datos oficiales, en el país hay aproximadamente 5.000 croatas entre originarios y descendientes, los cuales se concentran mayormente en Caracas, Maracaibo, Valencia, Maracay y otras ciudades, con el mayor número habitando en el centro norte del país.

## Historia
La inmigración croata en Venezuela data del siglo XIX, cuando varios marineros y mercaderes se asentaron en los puertos venezolanos con fines meramente comerciales. Hasta las primeras décadas del siglo XX, el número de croatas en el país era más bien modesto. Sin embargo, es a raíz de la Segunda Guerra Mundial que un número mayor se asienta en el país. En agosto de 1947 llegó a país una ola de 301 yugoslavos, en su mayoría croatas oriundos de las regiones interiores y costeras de Dalmacia e Istria. Muchos otros eran oriundos también de Bosnia y Herzegovina. Por su parte, los istrorrumanos hallaron facilidades para ajustarse a la sociedad venezolana, dadas las similitudes entre el idioma istrorrumano y el español, así como por su identidad latina.

## Estatus
Hasta el momento, cinco asociaciones croatas operan en Venezuela, estando entre ellas organizaciones sin fines de lucro miembros del Congreso Mundial Croata. En 1949 surgió la iniciativa de crear la Asociación Croata Venezolana, que en 1972 se transformó en el Centro Croata Venezolano. En 1958 fue fundado el Comité Croata de Venezuela, con el propósito de apoyar la creación de un Estado croata independiente y democrático. Por su parte, la inauguración en Caracas del Hogar Croata (Hrvatski Dom) en 1962 fue un hecho de gran importancia, ya que impulsó la organización de eventos culturales, sociales y deportivos. En 1968 se creó la Sociedad de Damas Croatas, y en 1997 se estableció la Cámara Venezolano-Croata de Industria y Comercio (Cavecro). Así mismo, entre 1952 y 2004 se publicó la Revista de la Sociedad de Croatas en Venezuela. En 1962 se creó la Escuela Sabatina Croata para la Enseñanza de los Niños sobre la Historia y la Cultura de Croacia.
Durante un tiempo, en Valencia estuvo activo un club de fútbol llamado Croacia Valencia.
La mayoría de los croatas en Venezuela están distribuidos en Caracas y Valencia, dos de las tres principales ciudades del país. En menor grado, también están ubicados en Maracaibo, Maracay, Mérida y en algunas localidades del estado Yaracuy, donde algunos trabajaron para la industria azucarera. Muchos técnicos croatas contribuyeron a la creación de la Escuela de Ingeniería Forestal de la Universidad de los Andes.
Gran parte de los croatas en el país fueron artesanos, y en su mayoría se convirtieron en pequeños empresarios y profesionales, siendo una de las comunidades extranjeras más productivas de Venezuela.